# Bruno Lazaroni
Bruno Amorim Lazaroni (Rio de Janeiro, 13 de setembro de 1980), é um treinador e ex-futebolista brasileiro que atuava como meio-campista. Atualmente está sem clube. É filho do técnico Sebastião Lazaroni.

## Carreira como jogador
Lazaroni nasceu no Rio de Janeiro e representou o Flamengo quando jovem. Atacante , deixou o clube em 2000, depois de não jogar, e posteriormente ingressou no Bangu, onde foi convertido em volante .
Em 2002, depois de impressionar pelo Bangu, Lazaroni ingressou no Vasco da Gama, mas jogou com parcimônia pelo clube. Em 2004, após uma passagem de um ano pelo clube suíço FC St. Gallen, ele retornou ao Bangu.
Lazaroni posteriormente passou o restante de sua carreira nas ligas inferiores, representando Atlético Sorocaba, União Barbarense, America-RJ (duas passagens) e Portuguesa, além de cinco temporadas no exterior, três com Naval em Portugal e duas com Al-Ittifaq na Arábia Saudita . Aposentou-se em 2012, aos 32 anos.

## Carreira como treinador
Após se aposentar, Lazaroni voltou para sua cidade natal e foi nomeado responsável pela formação do Botafogo em 2014, inicialmente destinado ao time sub-13. Ele então deixou o clube no ano seguinte para se juntar ao pai no Qatar SC, mas retornou ao Bota para assumir o cargo de coordenador técnico das categorias de base do clube.
Em fevereiro de 2017, Lazaroni foi nomeado gerente geral da formação juvenil do Botafogo, mas foi nomeado assistente técnico permanente em janeiro de 2018. Ele foi posteriormente técnico interino do elenco principal em duas ocasiões, após as demissões de Marcos Paquetá e Eduardo Barroca, respectivamente.
Em 1º de outubro de 2020, Lazaroni foi nomeado técnico do elenco principal do Botafogo após a demissão de Paulo Autuori. No entanto, após apenas 28 dias, ele foi dispensado de suas funções.
Em 13 de março de 2021, Lazaroni mudou-se para o Athletico Paranaense para se tornar seu treinador sub-23 no Campeonato Paranaense de 2021.No dia 5 de maio de 2022, foi desligado do clube. Retornou ao Cuiaba com a funcao de auxiliar tecnico em 2023, onde permaneceu ate o inicio de 2024. No dia 9 de fevereiro de 2024, foi anunciado como auxiliar tecnico do Corinthians. No dia 12 de janeiro de 2025 foi anunciado pelo Vasco da Gama como auxiliar permanente do clube. 

## Títulos

### Como jogador
Flamengo
- Taça Guanabara: 1999
- Campeonato Carioca: 1999
- Copa Mercosul: 1999

Vasco da Gama
- Taça Guanabara: 2003
- Taça Rio: 2003 e 2004
- Campeonato Carioca: 2003

### Como auxiliar técnico
Athletico Paranaense
- Copa Sul-Americana: 2021

Botafogo
- Campeonato Carioca: 2018